# (119878) 2002 CY224
(119878) 2002 CY224 est un objet transneptunien en résonance 5:12 avec Neptune, découvert par Marc W. Buie le 7 février 2002 depuis l'observatoire de Kitt Peak.

## Caractéristiques
Il est en résonance 5:12 avec Neptune.
Son diamètre est estimé à 240 kilomètres et sa magnitude absolue de 6,15.